# Barbara Foxley
Barbara Foxley (* 20. August 1860 in Market Weighton, East Riding of Yorkshire; †  26. August 1958 in Llandrindod Wells, Radnorshire) war eine englisch-britische Pädagogin und Frauenwahlrechtsaktivistin. Sie war Professorin für Pädagogik am University College Cardiff.

## Leben
Foxley war die zweite Tochter von Reverend Joseph Foxley, der Vikar an der Pfarre der All Saints Church in Market Weighton war, Lucy Foxey, geborene Allen. Sie wurde zu Hause erzogen, bevor sie Schulen in London und Manchester besuchte. Sie erwarb einen Undergraduate-Abschluss am Newnham College, aber die Universität Cambridge vergab bis 1949 nur Abschlüsse an Männer. Ihr historischer Tripos und ihre Lehrbefähigung ermöglichten es ihr, einen Master-Abschluss am Trinity College Dublin zu erwerben, das Frauen nicht diskriminierte.
Foxley unterrichtete in Südwales und wurde Schulleiterin an einer kirchlichen Schule, bevor sie die Leitung der Queen Mary’s High School in Walsall übernahm. Sie war dort erfolgreich und erhielt als Mistress of Method einen Lehrauftrag an der Universität Manchester. 1911 wechselte sie an das University College Cardiff. Eine von ihr verfasste Übersetzung von Jean-Jacques Rousseaus Emile wurde in der Everyman’s Library veröffentlicht. 1915 wurde sie als Nachfolgerin von Millicent Mackenzie zur Professorin für Erziehungswissenschaften befördert. Sie ging 1925 in den Ruhestand.
Foxley war eine aktive Unterstützerin des Frauenwahlrechts und trat der Cardiff and District Women's Suffrage Society bei. 1913 war die Society die größte Gruppe außerhalb Londons, die der National Union of Women’s Suffrage Societies (NUWSS) angeschlossen war. Foxley gehörte dem Exekutivausschuss an und arbeitete unter Mary Collin, die als „Vorsitzende des Exekutivausschusses“ bezeichnet wurde.
Foxley starb 1958 in einem Pflegeheim in Llandrindod Wells, wohin sie am Ende ihres Ruhestands hin umgezogen war.

## Werk
- Jean-Jacques Rousseau: Emile, or Education. J.M. Dent and Sons, London 1921 (libertyfund.org – Originaltitel: Émile ou De l’éducation. Übersetzt von Barbara Foxley, Erstausgabe:  1911).